# NGC 7633

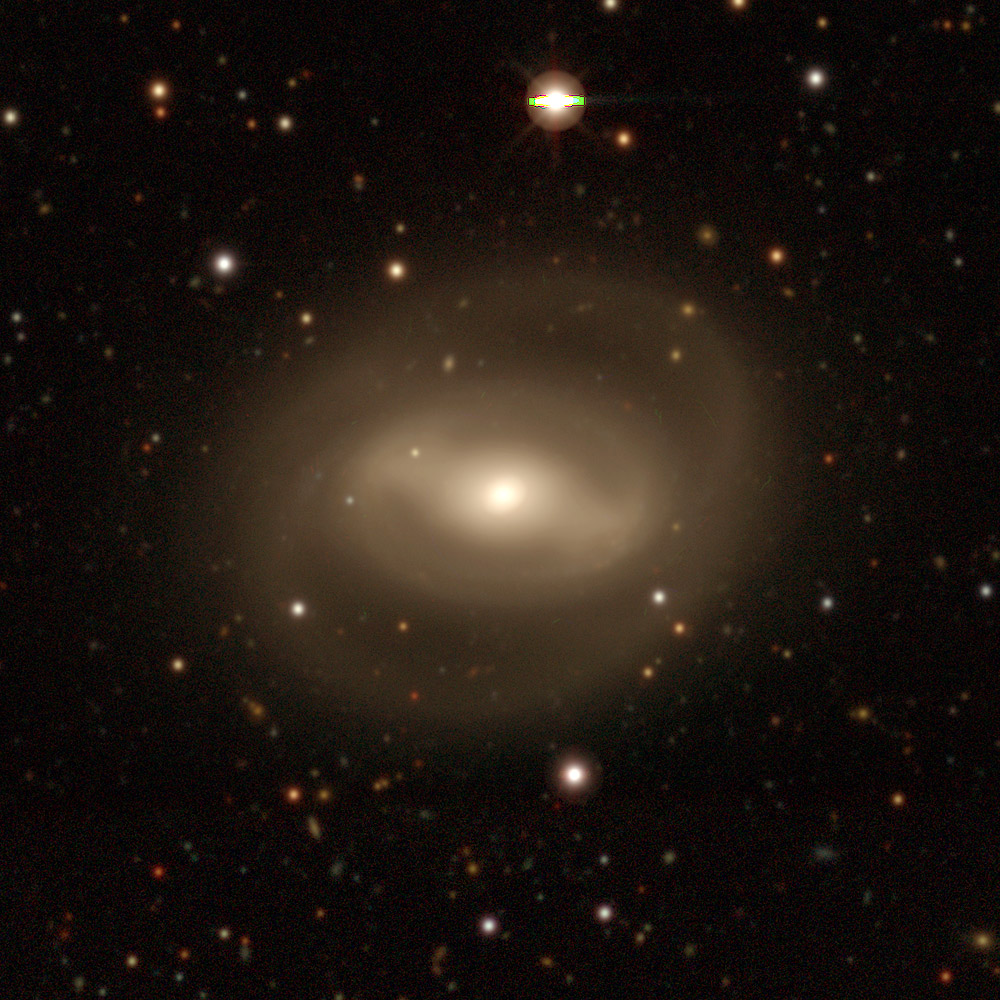
NGC 7633 par le projet « Legacy Surveys DR10 ».

NGC 7633 est une vaste galaxie lenticulaire barrée située dans la constellation de l'Indien. Sa vitesse par rapport au fond diffus cosmologique est de 3 651 ± 24 km/s, ce qui correspond à une distance de Hubble de 53,9 ± 3,8 Mpc (∼176 millions d'al). NGC 7633 a été découverte par l'astronome britannique John Herschel en 1834.
En raison d'une brillance de surface égale à 14,06 mag/am2, on peut qualifier NGC 7633 de galaxie à faible brillance de surface (LSB en anglais pour low surface brightness). Les galaxies LSB sont des galaxies diffuses (D) avec une brillance de surface inférieure de moins d'une magnitude à celle du ciel nocturne ambiant.